# Артигас, Хосе Хервасио
Хосе́ Херва́сио Арти́гас (исп. José Gervasio Artigas) (19 июня 1764, Монтевидео — 23 сентября 1850, Парагвай) — ла-платский политический деятель, один из руководителей освободительного движения против испанского и португальского колониальных режимов в Южной Америке, национальный герой и отец-основатель уругвайского государства (Восточной Республики Уругвай).

## Биография

### Юные годы
Хосе Хервасио Артигас родился в 1764 году в Монтевидео — столице испанской колонии Восточная полоса (исп. Banda Oriental, Восточный Берег Рио-де-Ла-Платы). Уроженцем Монтевидео был и его отец. Предок по мужской линии Хуан Антонио Артигас, уроженец Арагона, приехал в Южную Америку в 1716 году. Другие предки Артигаса были гуанчами — выходцами с острова Тенерифе, а может быть, и с других островов Канарского архипелага. В раннем детстве родители отдали Хосе в основанный монахами-францисканцами Колледж Сан-Бернардино, но ему не понравился строгий режим религиозного учебного заведения — и Артигас досрочно покинул его стены. Впрочем, несмотря на это, Артигас на всю жизнь сохранил глубокое уважение к Францисканскому ордену — одной из самых гуманных католических конгрегаций…
В 1776 году, 12 лет от роду, Хосе Хервасио перебрался в сельскую местность и стал работать на фермах, принадлежавших родителям. Вскоре у городского мальчика завязалась дружба с лихими пастухами-гаучо. Артигас успешно овладел и метанием лассо, и работой с боевым ножом, а странствующие певцы-пайядоры научили его неплохо играть на гитаре… Европейские биографы Артигаса обычно подчёркивают, что получивший признание и самоутвердившийся среди гаучо Хосе Артигас по происхождению своему был «не гаучо»: он — «кровный испанец» (как писал, в частности, русский дипломат А. С. Ионин), они — испано-индейские метисы; он — горожанин из интеллигентной семьи, они же, гаучо, представляли собой этносоциальную группу американских номадов, «кочующих мясников»… Однако, уругвайская историография (новейшая — в особенности) подчёркивает, что Артигас был лидером Нации гаучо (Artigas era el lider de la Nación Gaucha) — и в этом есть свой резон. Как утверждает уругвайская историография, предками гаучо по мужской линии были гуанчи, переселившиеся в 1724—1730 годах в район Монтевидео. Часть гуанчей обосновалась в самом городе (где они и породнились с арагонцами Артигасами), большинство же включилось в процесс колонизации Ла-платской Пампы. К тому времени гуанчи уже забыли родной язык, но сохранили стойкое национальное самосознание. И в документах Рио-де-ла-Платы, относящихся к 1-й половине XVIII века, то и дело фигурируют Guanches и Guanchos. Этноним гаучо также не имел единой транскрипции — и в более поздней Ла-платской документации то и дело мелькают Gaucho, Gahuchos, Gaúchos, Gauchos — а также Huacho и Huachus. То есть фонетический переход был довольно-таки плавным…
Итак, 12-летний Артигас попал не в чуждую ему, но родную по крови среду — и блестящим образом самореализовался в этой среде!

### Артигас — контрабандист
Примечательно, что в том же 1776 году, когда Артигас бросил учёбу, кавалеристы-гаучо Восточного берега помогли испанским регулярным войскам отразить португальское нашествие на Монтевидео (участие в этой кампании юного Хосе Артигаса маловероятно — но не исключено). В 1776 г. дон Педро де Севальос прибыл во главе огромного конного отряда для окончательного захвата Колонии-дель-Сакраменто и закрепления границы между Испанией и Португалией. К северу от того места, где сейчас находится граница между Уругваем и Бразилией, он основал крепость Санта-Тереса. Король назначил Севальоса вице-королём Рио-де-Ла-Платы, со столицей в Буэнос-Айресе. Новое вице-королевство было выделено из состава вице-королевства Перу.
Однако, степные гаучо не дождались никакой благодарности от Короны за оказанную ей услугу. В Испанской Америке сохранили силу прежние законы, стеснявшие экономическое развитие колоний, затруднявшие их связь со внешним миром (да и друг с другом). Для лёгких на подъём гаучо выходом из тупика стала контрабандная торговля с соседней Бразилией. Примерно в 18-летнем возрасте подключился к этому опасному промыслу и Хосе́ Херва́сио Артигас. Вскоре его подвиги получили широкую известность — и власти вице-королевства Рио-де-ла-Платы объявили награду за голову неуловимого Артигаса.
Но, несмотря ни на что, законопослушные родители молчаливо одобряли образ жизни сына и втайне гордились им. Чему не следует удивляться, если вспомнить, что и для арагонцев, и ещё в большей степени для гуанчей, Испанская империя была скорее мачехой, нежели матерью… Не исключено, что и сам Хосе́ Херва́сио предчувствовал свою державную будущность. Он немало содействовал установлению содружества гаучо с индейской нацией Чарруа (Charrúa). Впоследствии чарруанским касиком и верным союзником Хосе Артигаса станет Мануэль Артигас — его рождённый в 1786 году сын от индианки-чарруа, прозванный «Касикильо» (Caciquillo). Языками чарруа и гуарани Хосе Артигас владел в совершенстве…
В 1790 г. начался продолжительный роман Артигаса с Исабель Санчес Веласкес. У них было четверо детей: Хуан Мануэль (1791 г. р.), Мария Клеменсия (1793 г. р.), Мария Агустина (1795 г. р.) и Мария Висента (1804 г. р.).

### Артигас против британцев
Едва разразилась англо-испанская война, — вице-король Антонио Олагуэр Фелиу сообщил семье Артигаса, что «преступный сын» будет прощён, если приведёт сто человек в армию. Поразмыслив, Артигас принял данное предложение. Так неожиданно началась его военная карьера: в 1797 году контрабандист и бунтарь Хосе́ Херва́сио Артигас стал лейтенантом испанской королевской службы… В конце 1805 года Хосе Артигас обвенчался со своей двоюродной сестрой Рафаэлой Росалией Вильягран. Свидетелем со стороны жениха был друг Артигаса, молодой поэт Бартоломе Идальго… Когда в 1806 году британцы совершили первое вторжение в Рио-де-ла-Плату, отряд Артигаса был отозван с бразильской границы. Под началом Сантьяго де Линьерса (французского эмигранта Линье), отряд принял участие в ударе по британцам, и вступил в освобождённый Буэнос-Айрес. Артигас вызвался доставить в Монтевидео известие о победе. Он раздобыл в низовьях реки Уругвай утлую лодчонку и в одиночку пустился в путь. Вскоре из-за сильного ветра лодка перевернулась, Артигас добрался до берега вплавь. И в тот час, когда в столице священник Хуан Франсиско Мартинес корпел над пьесой «Верности долг священный и Буэнос-Айрес отмщённый», — старший лейтенант Хосе́ Херва́сио Артигас благополучно доставил в Монтевидео донесение генерала Линье. Бумага не намокла… Во время второго британского вторжения Артигас был взят в плен под Монтевидео, но сумел бежать и организовал партизанскую войну…
В 1807 году губернатором Монтевидео был назначен Франсиско Хавьера де Элио — будущий заклятый враг Артигаса. Линьерс-Линье стал вице-королём… В 1809 году Артигас был произведён в капитаны.

### Артигас против Испанской Короны
В 1809 году Наполеон вторгся в Испанию. Так как Линье был французом по происхождению, то другой герой сражений с британцами — Мартин де Альсага — поднял мятеж против «ненадёжного» Линье. Однако, мятеж был подавлен, Альсага помещён в тюрьму, а поддержавшие его испанские части — распущены. В 1810 году пришли известия о том, что Наполеон I сместил с престола испанского короля — и в вице-королевстве Рио-де-ла-Платы началась Майская революция. Началась война за независимость испанских колоний в Америке. В Буэнос-Айресе Майская революция привела к власти Первую хунту. А Элио приютил в Монтевидео не поддержавших её роялистов, и сделал «ход конём», провозгласив новым вице-королём Рио-де-ла-Платы… себя! 19 января 1811 года самовыдвижение Элио было подтверждено Кадисской Хунтой, руководившей борьбой против Наполеона в Испании.
Между тем, Мариано Морено решил, что капитан Артигас будет ценным союзником для установления власти хунты в Монтевидео, и пригласил его в Буэнос-Айрес — но к моменту прибытия Артигаса Морено уже вышел из состава правительства. Артигас был произведён в полковники, и ему дали 150 человек и некоторое количество оружия и денег для взятия под контроль Восточной полосы (Banda Oriental).
Франсиско Хавьер де Элио, ставший вице-королём в исключительных обстоятельствах, был, однако же, весьма типичным представителем испанской колониальной администрации. Уроженец метрополии (как почти все прежние губернаторы и вице-короли) и беспринципный карьерист, он был духовно чужд креолам и индейцам Ла-Платы. Большое недовольство в народе вызвали финансовые мероприятия Элио…
Невдалеке от города Асенсио 150 гаучо, во главе с Артигасом, объявили о восстании против Элио. Повстанцам удалось взять под контроль значительную часть земель Восточной полосы. 18 мая 1811 года основные силы Элио были разбиты Артигасом в битве при Лас-Пьедрас, после чего под контролем вице-короля остались лишь Монтевидео и Колония-дель-Сакраменто. Армия гаучо, не встречая никакого сопротивления, двинулась к столице… И тогда Элио сделал второй «ход конём». Испанский вице-король обратился за помощью к португальцам. Кроме того, он вступил в сговор с хунтой Буэнос-Айреса, которая не любила и побаивалась Артигаса. Три прежде непримиримо-враждебных силы договорились о молчаливой координации своих действий!
В июле 1811 г. португальцы вторглись в Восточную полосу и принудили Артигаса снять осаду Монтевидео. Это совпало с поражениями революционных сил в Парагвае и Верхнем Перу, началась блокада Буэнос-Айреса роялистским флотом, и хунта Буэнос-Айреса заключила с Элио официальное перемирие, признав его правителем Восточной полосы (исп. Banda Oriental) и половины Энтре-Риос.

### Уругвайский исход
12 октября 1811 г., когда предательство буэносайресцев сделалось очевидным, Хосе Хервасио Артигас отдал приказ к отступлению в провинцию Энтре-Риос. Его сторонники — военные и гражданские — последовали за ним. Личным секретарём Артигас назначил своего кузена Мигеля Баррейро (1789—1848). Это был великий исход библейских масштабов, «ориенталисты» уходили целыми семьями — кто на повозках, кто пешком. 
Одни из них сожгли свои дома и имущество, т. к. не могли взять всё это с собой; другие прошли много миль пешком, ибо у них не было лошадей. Женщины, дети, старики - все они следовали за войском, проявляя огромную энергию и самоотречение в условиях жестоких лишений.
 — вспоминал впоследствии Артигас… Путь каравана шёл по гористой цепи Сан-Хосе. Массовое перемещение 16 тысяч «ориенталистов» вошло в историографию как «Исход Уругвайского народа» (Уругвайский исход). 
Лишь колючки встречаются в поле В эти горькие, чёрные дни!
 — писал Бартоломе Идальго. До населённых мест дошли не все… Граждане Энтре-Риоса по-братски приняли беженцев. Кроме того, в ноябре 1811 года Артигас обратился к хунте Парагвая с просьбой о помощи продуктами. Из Асунсьона в беженский лагерь был отправлен большой обоз с продовольствием.

Верховный правитель Соединённых провинций Хервасио Антонио де Посадас назначил за голову Артигаса награду в 6000$, но это лишь увеличило неприязнь выходцев из Восточной полосы к Буэнос-Айресу. Ряд лидеров роялистов (Вигодет, Песуэла и др.) попытались привлечь Артигаса на свою сторону на почве этого конфликта, но тот отверг их попытки, заявив: 
Я не ищу большей награды за мои труды, нежели освобождение моего народа из-под испанской власти!
 Артигас всё же рассчитывал договориться с Буэнос-Айресом впоследствии, когда тамошнее правительство станет более лояльным к конфедеративным идеям.
Посадас отправил на поимку Артигаса два воинских отряда, но те перешли на его сторону. Когда влияние Артигаса распространилось на провинцию Корриентес, Посадас пошёл на переговоры на условиях признания автономии провинций. Артигас согласился на переговоры, подчеркнув, что под «автономией» он понимает конфедеративное устройство страны. Посадас же настаивал, что страна должна быть унитарным государством, и переговоры зашли в тупик.
Между тем, роялисты нарушили перемирие, — и Буэнос-Айрес возобновил боевые действия против них. Адмирал Вильям Браун одолел роялистский флот, а Карлос Мария де Альвеар овладел предместьями Монтевидео. В сентябре 1812 года Альвеар пригласил Артигаса в Монтевидео, пообещав передать город «ориенталистам». Артигас с войсками вновь вступил на территорию Восточного берега, и беженцы последовали за ним. В Лас-Пиедрасе, согласно тайному приказу Альвеара, Артигаса попытались схватить, — однако, ему удалось вырваться из ловушки. С октября 1812 г. начинается вторая осада Монтевидео объединёнными силами Артигаса и войск Буэнос-Айреса, во главе с Хосе Касимиро Рондо Перейра.

В мае 1813 г. Артигас отправил уругвайскую делегацию на Генеральную конституционную ассамблею Рио-де-Ла-Платы с проектом федерации, так называемыми «Инструкциями 13-го года». Выступая перед гаучо, Артигас сказал: 
Моя власть происходит от вас и ограничивается вашим суверенитетом.
 Заправилы Буэнос-Айреса отвергли проект Артигаса — и тогда он решил создать свою федерацию.

### Федеральная Лига
В 1814 году Артигас создал «Лигу свободных людей» (исп. Liga de los Pueblos Libres), которая провозгласила его своим «Защитником» (исп. Protector). В следующем году ему удалось установить контроль над Монтевидео. 29 июня 1815 года на Восточном конгрессе в Консепсьон-дель-Уругвай была образована Федеральная Лига, в которую вошли Восточная провинция, Кордова, Корриентес, Энтре-Риос, Мисьонес и Санта-Фе. На этом конгрессе Артигас утвердил флаг, разработанный Мануэлем Бельграно с добавленной к нему красной диагонали в качестве символа федерализма. Прославляя Федеральную Лигу, Бартоломе Идальго написал стихотворение в жанре «сьелито». И вскоре вся Пампа пела под перезвон гитар:

Да здравствуют патриоты! 

Я славлю в сьелито крылатом 
 
Граждан нации новой - 
 
Пастуха, поэта, солдата! 

В июле 1815 года Артигас издал нормативные акты, регулирующие торговлю в Восточной провинции (в том числе ввёл пошлины на экспорт и импорт). В мае 1816 г. была торжественно открыта Публичная библиотека Монтевидео. Фраза Артигаса «Да будет просвещённость жителей Восточной провинции такой же высокой, как их отвага!» вошла в уругвайский фольклор.
Рост влияния и престижа Федеральной Лиги обеспокоил как центральное правительство в Буэнос-Айресе (своим федерализмом), так и португальцев в Бразилии (своим республиканством). В августе 1816 года, при попустительстве правительства Буэнос-Айреса, началось Португальско-бразильское вторжение в Восточную полосу, и в январе 1817 года португальские войска вошли в Монтевидео: комендант Мигель Баррейро сдал столицу без боя. Разозлённый политикой Буэнос-Айреса, Артигас объявил войну центральному правительству. Его союзники по Федеральной Лиге — губернатор провинции Энтре-Риос Франсиско Рамирес и губернатор провинции Санта-Фе Эстанислао Лопес — смогли победить «унитаристов», однако после этого подписали договоры с новым правительством в Буэнос-Айресе, что шло вразрез с принципами Артигаса. Он порвал с прежними союзниками и в итоге был разбит португальцами. К концу 1818 года войска Артигаса окончательно вынуждены были оставить Восточный берег. Франсиско Рамирес заявил, что «с Артигасом и его системой надо покончить!». Войска Рамиреса стали преследовать Артигаса, у которого остался лишь небольшой отряд, и к сентябрю 1820 года оттеснили его в провинцию Мисьонес, к той её части, которая подчинялась Парагваю.

### Эмиграция Артигаса
Не имея ни средств, ни людей, в сентябре 1820 года Артигас переплыл Парану и вручил свою шпагу первому же солдату парагвайской пограничной стражи. Парагвайский диктатор Хосе Франсия сослал его в местечко Канделария. Через тридцать лет Артигас умер на чужбине в глубокой нищете.
Газеты Монтевидео только через месяц сообщили о его смерти. Вокруг имени Артигаса была создана «чёрная легенда». Измышления о нём как о «варваре» долгие годы прививались в уругвайских школах. Однако, уже в 1856 году останки Артигаса тайно перевезли на родину и через 5 лет перезахоронили в Национальном Пантеоне. На могильном камне были высечены слова: «Artigas: Fundador de la Nacionalitat Oriental». В буквальном переводе на русский язык: «Артигас: Основатель Восточной нации». По смыслу: «Артигас: Основатель Уругвайской нации»…
Имя Артигаса было присвоено 1-му Уругвайскому кавалерийскому полку (Reg. «Blandengues de Artigas» de Caballería Nº 1).
19 июня 1977 г. останки героя были вторично перезахоронены в Мавзолее Артигаса, на площади Независимости (Plaza Independencia), в центре Монтевидео. Вообще же, к началу XXI века в честь Артигаса воздвигнуты десятки памятников.

## Память
- Изображён на банкноте Уругвая достоинством 1 песо 1939 года.